# BluOS
BluOS is een besturingssysteem gemaakt door NAD dat hi-res, multi-room streaming in meerdere NAD-producten mogelijk maakt. Ongeacht waar BluOS-apparaten in een huis worden geplaatst, kunnen ze draadloos worden bediend en benaderd met een telefoon of tablet. BluOS maakt het mogelijk om lossless, hi-res audio tot 24-bit/192kHz te streamen en toegang te krijgen tot de populairste muziekstreamingservices tot persoonlijke muziekcollecties met behulp van de BluOS Controller-app, beschikbaar voor iOS en Android. 
Met behulp van een BluOS Node kan een audio versterker of actieve luidsprekers worden aangestuurd.